# 9052 Uhland
A 9052 Uhland (ideiglenes jelöléssel 1991 UJ4) a Naprendszer kisbolygóövében található aszteroida. Freimut Börngen fedezte fel 1991. október 30-án.
Nevét Ludwig Uhland (1787 – 1862) német költő után kapta.